# Pastizz
Un pastizz (plural: pastizzi) és una pasta salada tradicional de Malta. Els pastizzi normalment tenen un farcit de ricotta (pastizzi tal-irkotta o pastizzi tal-ħaxu en maltès) o pèsols al curri (pastizzi tal-piżelli). És un aliment tradicional maltès molt conegut i popular.

## Preparació
Els pastizzi solen tenir forma de diamant o rodona (pastizzi tax-xema' ) i estan fets amb una pasta molt semblant a la pasta fil·lo (encara que també n'hi ha una versió amb pasta fullada). La pasta es doblega de manera diferent segons el farcit i com a mitjà d'identificació. Tradicionalment, els pastizzi de ricotta es pleguen pel mig, mentre que els de pèsols es pleguen pel costat. En els darrers anys, han sorgit farcits alternatius per als pastizzi, com ara els de pollastre, que ara es poden trobar pràcticament a totes les pastizzeriji malteses. Altres farcits de pastizzi de curta durada o edició limitada han inclòs ricotta i tòfona, salsitxa maltesa o Nutella.
Els pastizzi es couen típicament en safates metàl·liques en forns elèctrics o de gas en una pastizzerija, normalment un petit establiment familiar. També es venen en bars, cafès i parades ambulants.

## Exportació culinària
Els pastizzi també són produïts per comunitats d'immigrants maltesos a Austràlia, Canadà, el Regne Unit i els Estats Units. La primera pastizzerija a Escòcia va obrir el 2007.

## En la cultura popular
Tal n'és la popularitat, que la paraula pastizz té múltiples significats en maltès. Es fa servir com a eufemisme per la vagina, per la forma, i per descriure algú com a "fluix" o "fàcil de manipular". L'expressió maltesa jinbiegħu bħall-pastizzi ("vendre's com els pastizzi") serveix per descriure un producte amb una demanda aparentment inesgotable i les coses que jinħarġu bħall-pastizzi ("surten com els pastizzi") apareixen a gran velocitat, a vegades massa de pressa.